# أرملة سوداء مطوقة
الأرملة السوداء المطوقة أوالأرملة المطوقة (الاسم العلمي: Latrodectus cinctus)، عنكبوت تكثر في أفريقيا، الرأس الأخضر وفي الشرق الأوسط.